# روث سنايدر
روث سنايدر (بالإنجليزية: Ruth Snyder)‏ هي قاتلة ‏ أمريكية، ولدت في 27 مارس 1895 في نيويورك في الولايات المتحدة، وتوفيت في 12 يناير 1928 في سنج سنج في الولايات المتحدة بسبب صعق كهربائي.

## وصلات خارجية
- روث سنايدر على موقع إن إن دي بي (الإنجليزية)